# Donna Edwards
Donna F. Edwards (ur. 28 czerwca 1958) – amerykańska polityk, członkini Partii Demokratycznej.
W 2008 roku w specjalnych wyborach uzupełniających po rezygnacji jej poprzednika, Alberta Russella Wynna została wybrana przedstawicielką czwartego okręgu wyborczego w stanie Maryland w Izbie Reprezentantów Stanów Zjednoczonych. Mandat pełniła do 3 stycznia 2017 roku.